# (11247) Wilburwright
(11247) Wilburwright (4280 T-3) – planetoida z grupy pasa głównego asteroid okrążająca Słońce w ciągu 5,8 lat w średniej odległości 3,23 j.a. Odkryta 16 października 1977 roku.